# Antonio Onorato
Antonio Onorato (Aquilonia, 13 gennaio 1964) è un compositore e chitarrista italiano.

## Biografia
Il chitarrista e compositore Antonio Onorato ha una carriera artistica ultra-trentennale nel mondo della musica.
La sua esperienza lo vede affacciarsi anche nell’ambito della world music con la pubblicazione di diversi album contaminati da varie culture del mondo e in ambito sinfonico-orchestrale con diversi lavori scritti per orchestra sinfonica. Musicista eclettico, spazia dal jazz-rock, alla world music, fino alla composizione per orchestra. Studioso di etnomusicologia, la sua ricerca si basa sulla fusione degli stilemi armonico-melodici del linguaggio della musica napoletana con la musica afro-americana, medio-orientale e brasiliana che lo hanno portato ad individuare un linguaggio del tutto personale.
Come ambasciatore della cultura italiana all’estero, ha portato la propria musica “italiana” in tutto il mondo, suonando in Cile, Brasile, Stati Uniti, Messico, Angola, Uganda, Marocco, Tunisia, Iraq, Turchia, Inghilterra, Danimarca, Svizzera, Albania, Slovenia, e più recentemente in Turkmenistan e Perù. Nel 2002 si reca a Bagdad insieme a una delegazione di artisti italiani per protestare contro la seconda guerra del Golfo, tenendo due concerti per la pace a Bagdad e a Baqubah.
È uno dei pochi italiani ad aver tenuto un proprio concerto al Blue Note di New York, tempio storico del jazz internazionale.
Tra le tappe che hanno contribuito in maniera sostanziale alla sua crescita artistica e umana sono da annoverare i concerti in America. Una sua presentazione da parte dell'agenzia di promozione del suo tour in Pennsylvania tenutosi nel 2010 recitava così: “[…] Suona 4 chitarre diverse con precisione, grazia, bellezza, talento e abilità straordinaria . Il suo stile jazz è una fusione di diverse culture del mondo che influenza le sue composizioni. […] Fonde la musica afroamericana con la musica tradizionale napoletana, per creare una nuova miscela di jazz, “Neapolitan Jazz”. Napoli è musicalmente conosciuta per la chitarra romantica e la musica classica. Antonio ora fonde quel suono con la musica di altre culture del mondo, così come il nostro jazz americano… La musica di Antonio è unica, bella e affascinante! Ha avuto modo di presentare questo suo stile per la prima volta alla comunità di New York City quando si è esibito al Blue Note nel 2005. […]” In America ha inoltre stabilito contatti artistici con alcune popolazioni di Nativi Americani (Lakota), per i quali nutre una grande passione da sempre, seguendone i principi e la visione del mondo.
Frequenta giovanissimo alcune lezioni con il grande chitarrista jazz Eddy Palermo e numerosi workshop tenuti da chitarristi di fama mondiale come Jim Hall, Mick Goodrick, Pat Metheny, John Abercrombie e John Scofield che gli dirà “Mi sarebbe piaciuto suonare la chitarra a vent’anni come la suoni tu”. Oggi tiene lui stesso seminari di tecniche dell’improvvisazione.
Nell'ambito della sua attività artistica, sperimenta nuovi modi di suonare la chitarra con l'uso di un modulatore a fiato (Yamaha G10) , un modello di chitarra synth ribattezzata da lui stesso chitarra a fiato o breath guitar caratterizzato dal fatto che la forza, l’intensità e le dinamiche sono gestite attraverso l’emissione del fiato del musicista grazie ad un breath controller (imboccatura simile a quella di uno strumento a fiato) e non dalla pennata o dall’arpeggio come di consueto.
Circa 40 sono gli album pubblicati con varie etichette discografiche . Nel 2005 è stato direttore della collana editoriale “Noteinedite” per la casa editrice Sigma. Tra i suoi album, ve ne sono alcuni di contaminazione con la cultura africana: “The soul breath” e “Quatro linguas uma alma” con la partecipazione del cantante angolano Dodo Miranda; con la cultura dei Nativi Americani: “South winds“, “Emmanuel” con la partecipazione del poeta cheyenne Lance Henson e il musicista apache Danny Many Horses, “Native Angels” con la partecipazione del cantante- percussionista hopi Bo Koinva; con la cultura brasiliana con due album, “Un grande abbraccio” e “From Napoli to Belo Horizonte“, realizzati con il grande chitarrista-compositore brasiliano Toninho Horta.
Nel 2010 festeggia 20 anni di carriera discografica e per l’occasione la sua etichetta discografica gli rende omaggio con un Greatest hits.
Nel corso della sua carriera, Antonio Onorato ha collaborato con numerosi artisti: Pino Daniele, Franco Cerri, Toninho Horta, Joe Amoruso, Gerald Cannon, e molti altri. Dal 2012 al 2014 è stato special guest in diversi concerti di Pino Daniele. Numerose sono state anche le partecipazioni come solista a prestigiosi festival internazionali che vedevano la presenza di artisti del calibro di John Scofield, Jan Garbarek, Charlie Haden, Steve Grossman, John Mc Laughlin, Pat Metheny, Tito Puente, Toots Thielemans, Tuck & Patty, Gary Burton, Bob Geldolf, Rita Marley, George Benson ecc.
Nel 2018 fonda il progetto “Italian Jazz Guitars” con Fabio Mariani e Gigi Cifarelli. 
Continua ad esibirsi in tournèe ed a comporre musica, ispirando il pubblico di tutto il mondo con il suo suono unico e il suo originale approccio alla composizione.

## Discografia
- 1990 - Gaga
- 1995 - Volo d'angelo - Polosud Records (PS004)
- 1997 - South Winds - Polosud Records (PS012)
- 1998 - Bella jurnata - Polosud Records (PS025)
- 2000 - Un grande abbraccio - (guests: James Senese, Joe Amoruso e Toninho Horta) - Polosud Records (PS030)
- 2001 - About Tradition
- 2001 - The Soul Breath - Polosud Records (PS036)
- 2002 - Cosmic Voyagers
- 2002 - Hand Down Jazz in Naples
- 2004 - Jazz napoletano
- 2005 - C'era una volta Napoli
- 2005 - Four Brothers - (special guest Franco Cerri)
- 2005 - Vento nelle mani, musica nel cuore (libro + CD)
- 2006  “ Family Connection” -( con Pasquale Innarella)
- 2006 - Quatro linguas, uma alma
- 2007 - Tudo Azul
- 2008 - Two Parallel Colours (con Eddy Palermo)
- 2009 - Emmanuel (doppio CD + Native Spirits)
- 2010 - Greatest hits
- 2011 - Breathing
- 2012 - Angelus
- 2013 - From Napoli to Belo Horizonte (con Toninho Horta)
- 2013 - Mater Lucania (con Vincenzo Bavuso)
- 2014 - Rainbow Warriors
- 2014 - All jazz Vol. 2 - Two Parallel Colours (con Eddy Palermo) (Hydra Music)
- 2015 - Antonio Onorato Trio Live (con Dario Deidda e Mario De Paola)
- 2016 - Antonio Onorato e Franco Cerri
- 2017 - Vesuvio Blues
- 2018 - Native Angels
- 2019 - Orchestral Works
- 2020 - The New Bridge (con Gerald Cannon e Mario De Paola)
- 2021 - ‘E scelle
- 2021 - Live in Amalfi (con Joe Amoruso)
- 2022 - Newpolitan Quartet
- 2023 - Lakota Blues
- 2024 - Dedicato al Napule’s Power
- 2024 - Corte del Remer
- 2024 - Alone but never Alone

## Concerti e festival principali
- 1991 JazzMan a Milano (Jan Garbarek, Gary Burton, Charlie Haden, Eliane Elias, Mike Stern & Bob Berg)
- 1992 Sant'Anna Arresi Jazz (John Mclaughlin & Trilok Gurtu, Pat Metheny Trio)
- 1993 Teano Jazz (Steve Grossman, Maurizio Giammarco Quartet, Aldo Farias, Daniele Sepe)
- 1994 Giornate Europee del Jazz in Turchia. (TRT Istanbul Hafif Muzik Jazz Orchestra)
- 1994 Sanremo Immagine Jazz (Noè & Gil Dor, John Scofield & Pat Metheny, Gary Burton, Tito Puente & Latin Jazz allstars, Toots Thielemans Brasil Project)
- 1995 Jazz & Co. Città di Como (Gianluigi Trovesi & Tiziano Tononi)
- 1996 Villa Patrizi Jazz Unplugged (Richard Galliano, Rita Marcotulli, Leni Stern) Campania Jazz (Bill Frisell Quartet, Michel Petrucciani, Enrico Rava Electric Five)
- Concerto live in diretta radiofonica per RadioMontecarlo Nights On Stage
- Catanzaro Jazz Festival (Bill Frisell & Joey Baron)
- 1997 Apertura del Tour Estivo di Pino Daniele
- Guitars Reunion a Catania con Irio De Paula e Bruce Forman alla MusicHall del BrassGroup
- Montesarchio Jazz (Pat Metheny Group, Galliano & Michel Portal, Bob Berg)
- 1998 Premio della Stampa Internazionale al Festival di Napoli (Noè, Eugenio Bennato)
- 2000 Apertura del concerto di George Benson
- 2000 Pomigliano Jazz - "Progetto Itinera" con Enrico Pieranunzi, Maria Pia De Vito, Marc Johnson, Gianni Coscia, Gabriele Mirabassi e Marcello Di Leonardo
- 2001 Diretta per Radio Capital con Nick the Nightfly e partecipazione all'omonima compilation
- 2002 Lago Maggiore Jazz Festival (McCoy Tyner, Wayne Shorter, Brad Mehldau)
- 2005 Blue Note - New York
- 2007 Jazz festival - Harrisburg (pa) U.S.A.
- 2008 Benevento jazz festival (premiato per il suo contributo " divulgazione del jazz")
- 2008 Concerto per la pace - Forum universale delle culture NAPOLI (Bob Geldof, Rita Marley…)
- 2008 Monterrey (Mexico) Forum mondiale delle culture
- 2009 Castelbuono Jazz Festival Antonio Onorato quartet
- 2009 Uganda – Kampala (istituto italiano di Cultura)
- 2010 Valparaiso (Cile) Forum Universale delle Culture
- 2013 Eddie Langh Jazz Festival
- 2013 Special guest di Pino Daniele
- 2014 Castroreale Jazz Festival
- 2014 Marsala Jazz Festival
- 2014 Garda Jazz Festival
- 2014 Venezia Jazz Festival

## Premi e riconoscimenti
- 1991 Premio Musicalmente Napoli
- 1994 Premio G. Roccella (concorso nazionale per giovani musicisti)
- 1994 Premio Vulcano Metropolitano
- 1998 Premio ALTS (Ass. lotta tumori al seno)
- 1998 Premio della critica stampa estera  (Festival di Napoli)
- 1999 Premio Stella di Napoli
- 2000 Premio Napoli per il Mozambico (FIMP)
- 2001 Premio Positano Jazz
- 2003 Premio Associazione Aiutiamoli a vivere
- 2004 Premio Vittorio Annona
- 2006 Premio Tirana Jazz
- 2010 Premio Gallo d`Oro
- 2010 Premio Giglio Marino
- 2011 Premio Cimarosa
- 2012 Premio Pompei Cinema Festival
- 2013 Premio Internazionale Sebetia-ter -categoria musica - (targa d'argento del Presidente della Repubblica Italiana)
- 2013 Premio Mio Magazine
- 2013 Premio Sorrento Jazz Festival
- 2014 Premio alla carriera Nino Rota
- 2025 Premio Salerno Jazz [4]